# Hvam Sogn
Hvam Sogn er et sogn i Viborg Østre Provsti (Viborg Stift).
I 1800-tallet var Hvilsom Sogn anneks til Hvam Sogn. Begge sogne hørte til Rinds Herred i Viborg Amt. Hvam-Hvilsom sognekommune blev ved kommunalreformen i 1970 indlemmet i Aalestrup Kommune, hvis hovedpart ved strukturreformen i 2007  indgik i Vesthimmerlands Kommune. Men Hvam skoledistrikt kom til Viborg Kommune.
I Hvam Sogn ligger Hvam Kirke og hovedgården Lille Restrup.
I sognet findes følgende autoriserede stednavne:
- Gammel Hvam (bebyggelse)
- Hvam (ejerlav)
- Hvam Mark (bebyggelse)
- Hvam Stationsby (bebyggelse)
- Rugdalshuse (bebyggelse)
- Trekroner (bebyggelse)
- Tulstrup (bebyggelse, ejerlav)